# Ibijau gris
Nyctibius griseus
Espèce
Synonymes
- Caprimulgus griseus Gmelin, 1789
(protonyme)

Statut de conservation UICN

 LC  : Préoccupation mineure
L'Ibijau gris (Nyctibius griseus) est une espèce d'oiseaux de la famille des Nyctibiidae. C'est l'espèce de cette famille que l'on rencontre la plus communément. On la trouve en Amérique du Sud.

## Description

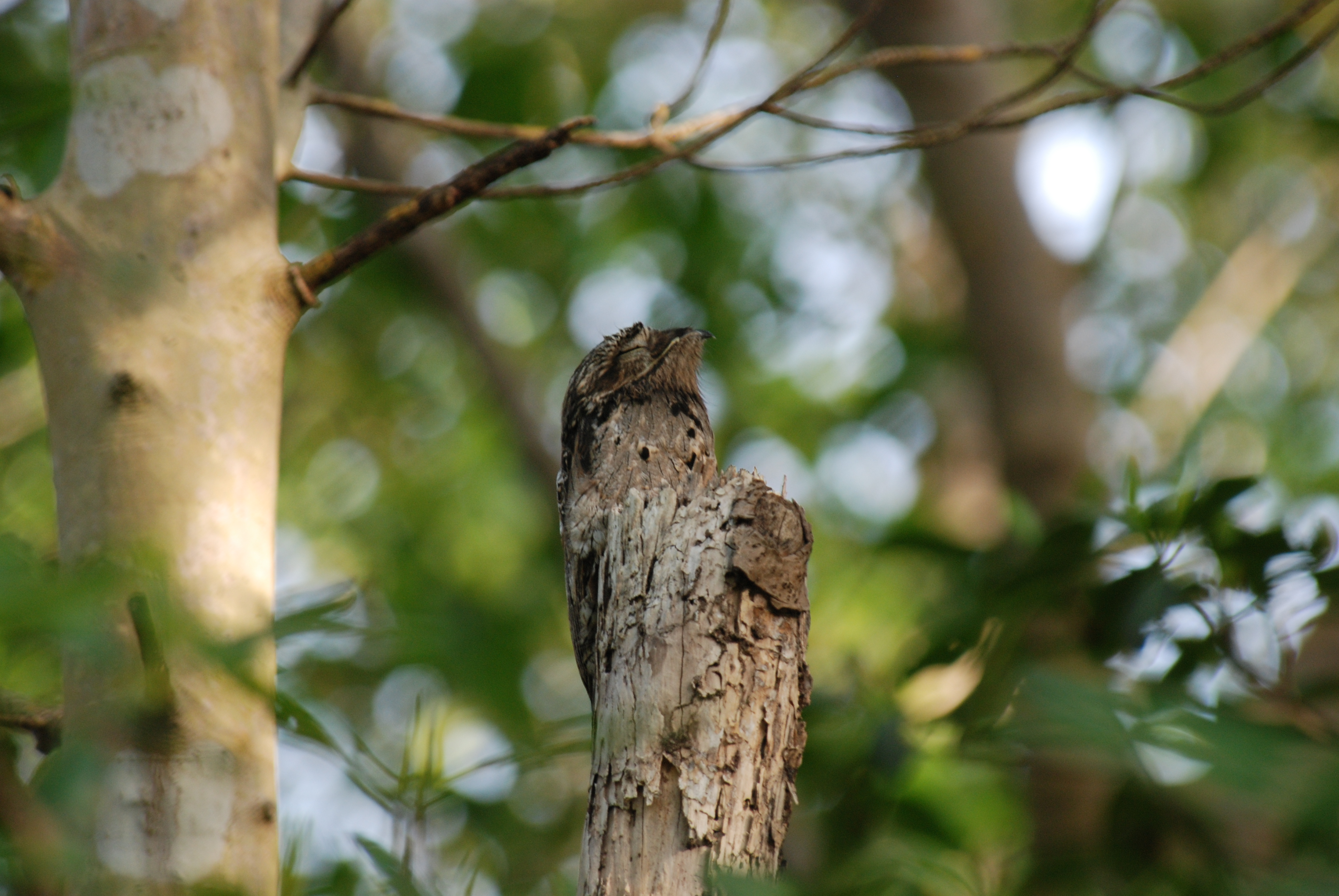
L'ibijau gris est capable de se camoufler de manière très efficace.

Le mâle pèse entre 160 et 190 g. Envergure : 85 cm. Longueur : 35 cm. Les grands yeux jaunes et le bec largement fendu sont spectaculaires.

## Écologie et comportement

### Alimentation
Les Ibijau ont un régime alimentaire insectivore. Ils se nourrissent, en vol, en effectuant de courts déplacements depuis leurs perchoirs.

### Reproduction

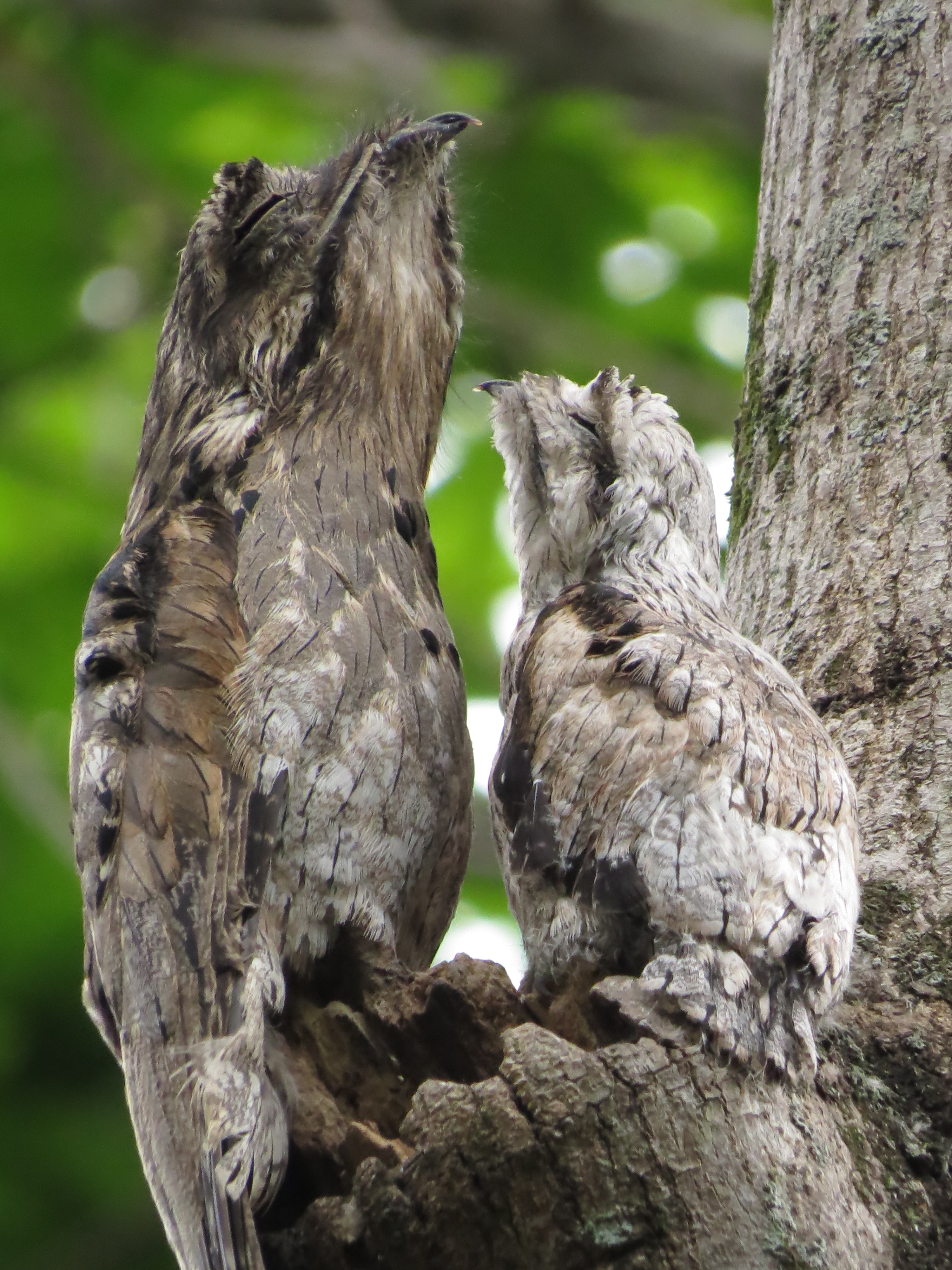

La femelle pond un œuf dans la cavité d'un tronc en été et couve en position verticale. L'incubation, assurée par le mâle et la femelle, dure environ 33 jours.

## Distribution et habitat

Du Costa Rica à l'Amérique du Sud sauf dans les zones froides de Patagonie et des Andes. Il habite le cerrado, lisière de forêt, prairies avec des palmiers et des arbres, voire dans les arbres isolés des grandes villes.

## Sous-espèces
D'après Alan P. Peterson, cette espèce est constituée des deux sous-espèces suivantes :
- Nyctibius griseus griseus (Gmelin, 1789)
- Nyctibius griseus panamensis Ridgway, 1912

## Culture
C'est un oiseau très populaire dans la culture du sertão brésilien. Son nom est dérivé du guarani et signifie oiseau fantôme.
Il est dénommé ibijau  dans Historiae Rerum Naturalium Brasiliae de George Marcgrave (1648).